# Teki Dervishi
Teki Dervishi (ur. 16 stycznia 1943 w Djakowicy, zm. 29 czerwca 2011 w Prisztinie) – jugosłowiański i kosowski felietonista. Autor około 90 dzieł literackich, na które składały się powieści, wiersze oraz sztuki teatralne.

## Życiorys
Uczęszczał do szkoły średniej w Peciu, w tym czasie w wieku 17 lat został z powodów politycznych aresztowany przez władze jugosłowiańskie i spędził kolejne kilka lat w jugosłowiańskich zakładach karnych, był także jednym z najmłodszych więźniów na wyspie Goli otok. Po wyjściu na wolność ukończył studia na Uniwersytecie w Prisztinie, następnie pracował w Skopju jako dziennikarz dla czasopisma Flaka e Vëllazërimit.
Pełnił funkcję redaktora oraz dyrektora czasopisma Bota Sot. Według Roberta Elsiego, Dervishi miał zginąć podczas wojny w Kosowie; w rzeczywistości w tym czasie zamieszkiwał on w Skopju, po zakończeniu konfliktu wrócił do kraju, gdzie wkrótce objął funkcję dyrektora Narodowego Teatru Kosowa.
Zmarł 29 czerwca 2011 roku w Prisztinie, w jego pogrzebie udział wzięła najbliższa rodzina.

## Wybrana twórczość[1][2]

### Dramaty
- Qan e qesh Talia (1978)
- Zbutësi i njerëzve me sy prej zymrydi (1979)
- Bregu i Pikëllimit (1985)
- Pranvera e Librave (1990)
- Zhvarrimi i Pjetër Bogdanit (1990)
- Kufiri me atdhe (1996)
- Vojceku (1996)
- Nesër nisemi për Parajsë (1999)
- Eshtrat që kthehen vonë (2000)
- Ku është Populli? (2003)

### Opowiadania
- Etje dhe Borë
- Nimfa (1970)
- Shtëpia e Sëmurë (1978)
- Thashë (1981)
- Nimfa (1986)

### Powieści
- Pirgu i Lartë (1972)
- Padrona (1973)
- Skedarët (1974)
- Herezia e Dervish Mallutës (1981)
- Palimpsest për Dush Kusarin (1993)